# Namibisches Wildpferd

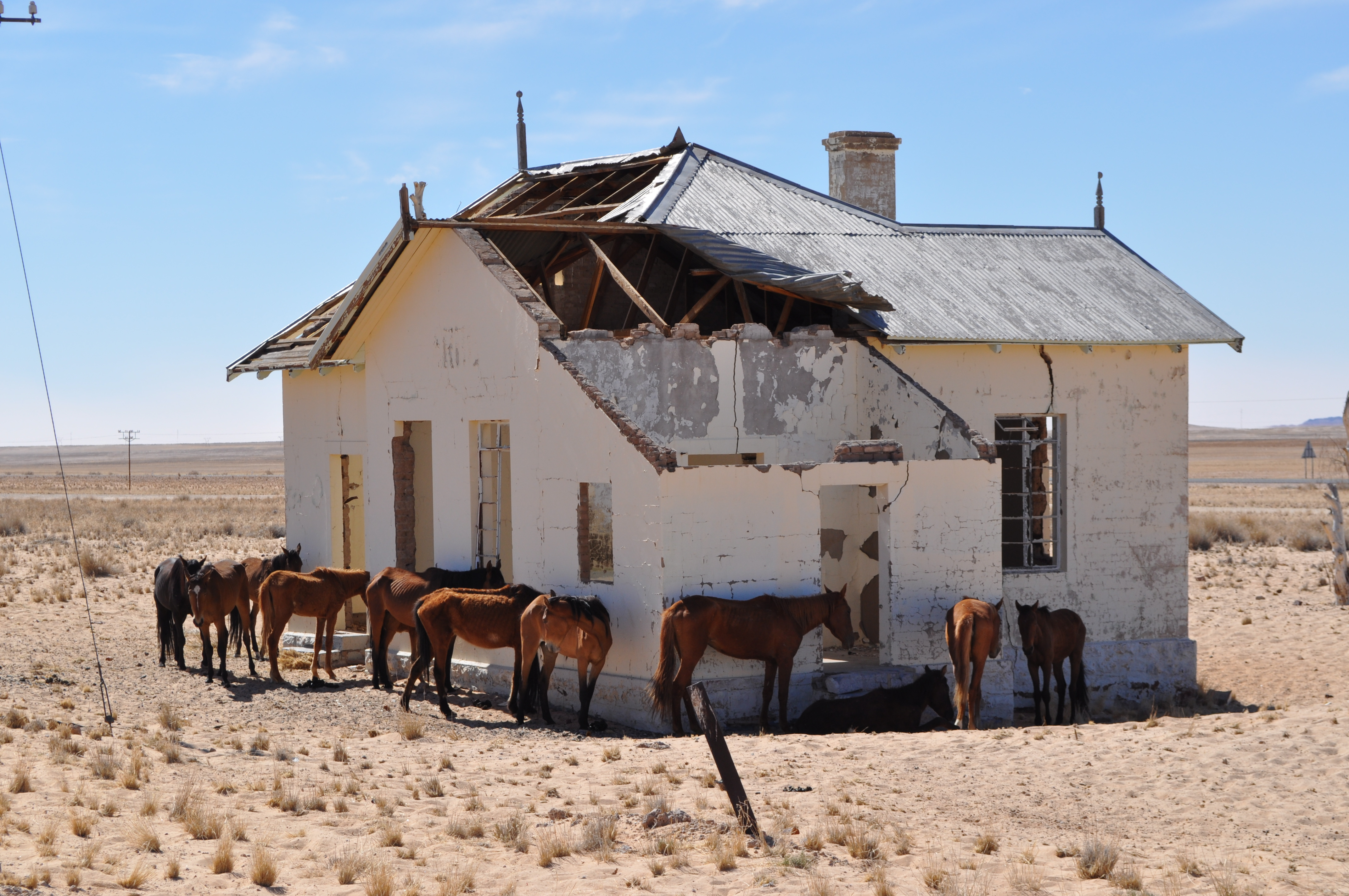
Wüstenpferde am Bahnhof Garub in der Nähe von Aus

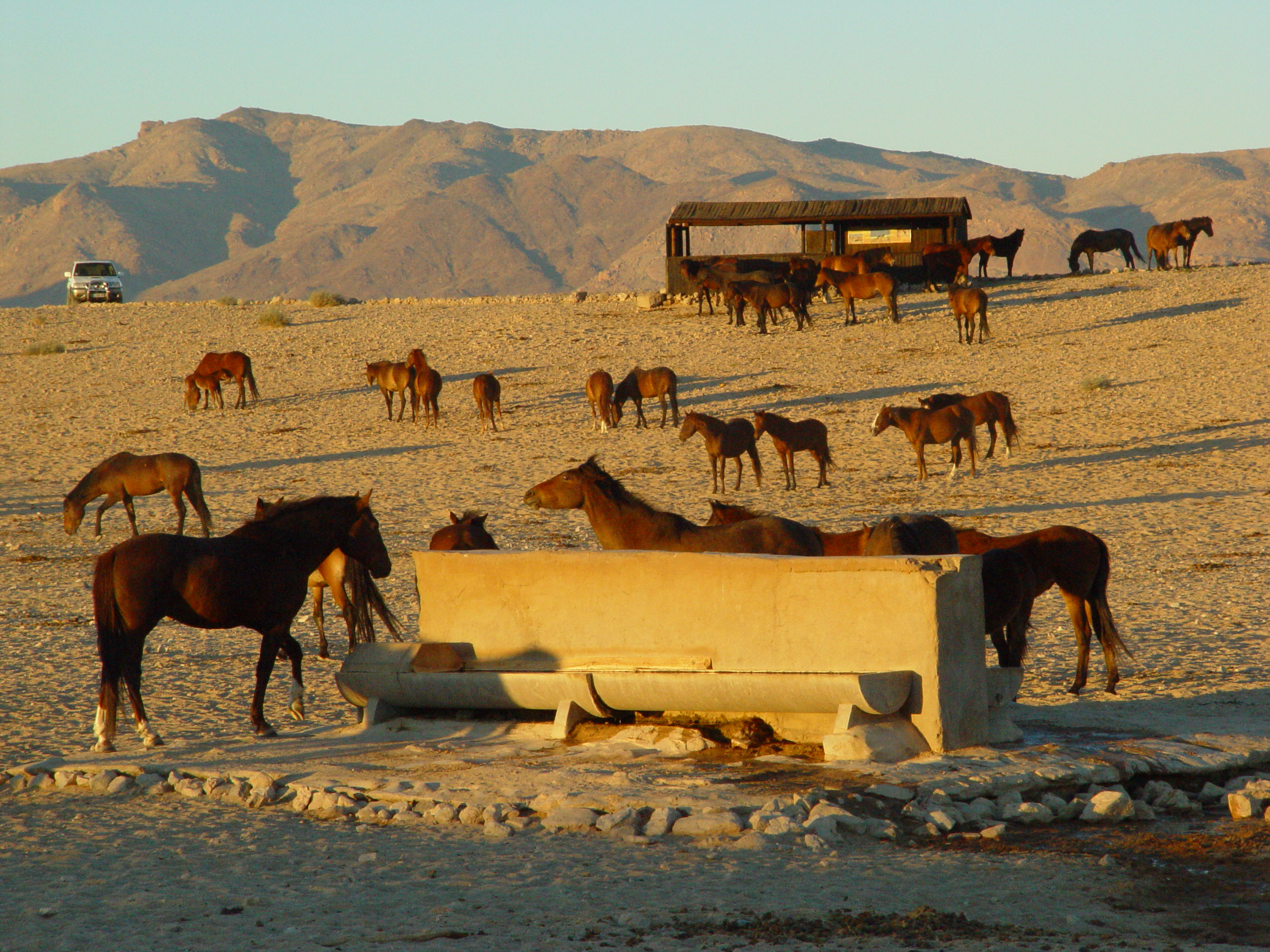
Wilde Pferde der Namib an der Tränke von Garub. Im Hintergrund der Unterstand für Besucher.

Die Namibischen Wildpferde (kurz auch Namib-Pferde) bzw. einfach Wüstenpferd oder selten auch Namibs sind verwilderte Hauspferde,  die am Rande der Namib im Südwesten von Namibia leben. Sie können bei Garub etwa 20 km westlich des Ortes Aus beobachtet werden. Seit 2017 gelten sie – nach fünf Dürrejahren – als vom Aussterben bedroht.

## Herkunft
Über die Herkunft der wilden Pferde wurde jahrzehntelang gerätselt. Einige verwiesen auf Hauspferde der deutschen Schutztruppe in der damaligen Deutschen Kolonie Deutsch-Südwestafrika, die während des Ersten Weltkrieges um 1915 beim Rückzug vor den südafrikanischen Streitkräften verloren gingen; andere hielten sie für Nachkommen freigelassener Tiere aus der Pferdezucht Duwisib des ehemaligen Schutztruppenoffiziers Hansheinrich von Wolf (etwa 250 km nordöstlich), welche sich in den Wirren des Ersten Weltkrieges mit entlaufenen südafrikanischen Truppenpferden verpaarten.
Eine andere zum Teil noch immer vertretene Ansicht über ihre Herkunft ist, dass gegen Ende des 19. Jahrhunderts von einem deutschen Baron Hauspferde ins heutige Namibia gebracht werden sollten und von dessen etwa 25 km südlich der Oranjemündung gestrandetem Schiff entliefen. Trakehner, Warmblüter mit Anfang des 20. Jahrhunderts besonders hohem Vollblutanteil, wurden auch als Militär- und Kutschpferde gezüchtet.
Der offiziellen Ansicht des Umweltministeriums (September 2019) nach stammen die Pferde von der Pferdefarm Kubub südöstlich von Aus, die in Besitz von Emil Kreplin war. In den Wirren des Ersten Weltkrieges sollen die Pferde dann selbständig auf der Suche nach Wasser und Nahrung 30 Kilometer nach Garub gezogen sein.

## Beschreibung
Nach Forschungen von Mannfred Goldbeck und Walter Rusch, die Berichte und Fotos fanden, ist anzunehmen, dass es sich um Auskreuzungen zweier Gestüte handelt. Demnach züchtete auch Emil Kreplin in Kubub 30 km südlich von Aus Arbeits- oder Rennpferde, die, mehr noch wie diejenigen der Zucht in Duwisib, Ähnlichkeiten mit den verwilderten Pferden haben. Weiterhin hatte im Ersten Weltkrieg ein deutscher Pilot über dem Lager der südafrikanischen Armee bei Garub eine Bombe abgeworfen, wodurch etwa 1700 Hauspferde entlaufen konnten. So ist anzunehmen, dass während der Kriegswirren in der Umgebung von Aus deutsche und südafrikanische Hauspferde verloren gingen und sich mischten.
Sicher ist jedoch: Ursprünglich hat es keine Hauspferde im südlichen Afrika gegeben; sie sind von den Europäern mit der Besiedlung importiert worden. Daher handelt es sich bei den wilden Pferden der Namib nicht um echte Wildpferde, sondern um verwilderte Hauspferde.
Bei Garub gab es ein Bohrloch, um die Dampflokomotiven der naheliegenden Bahnstrecke Lüderitz–Seeheim mit Wasser zu versorgen. Dabei fiel stets Wasser ab, so dass die Pferde genug zu trinken hatten. Schon in den 1920er-Jahren wurde von den herrenlosen Tieren bei Garub berichtet. Studien der südafrikanischen Biologin Telané Greyling zufolge haben sich die Pferde in ihrem Verhalten an die trockenen und heißen Bedingungen des Gebietes am Ostrand der Namib angepasst. So zögern sie etwa den kräftezehrenden Gang zwischen Tränke und Weide so weit wie möglich hinaus.
Die Population konnte sich deshalb entwickeln, weil 1908 bei Kolmannskuppe Diamanten gefunden wurden und die deutsche Kolonialverwaltung zwei riesige Sperrgebiete einrichtete. Da niemand einen Zugang zum Sperrgebiet hatte, blieben die Tiere fast 80 Jahre lang ungestört. Über Jahrzehnte wurden sie lediglich von das Gebiet überfliegenden südafrikanischen Flugzeugen aus gesichtet. Im Jahre 1986 übergab die Minengesellschaft das Gebiet an den Naturschutz.
Von der Nationalstraße B4 von Aus nach Lüderitz zweigt etwa 20 Kilometer westlich von Aus eine Schotterstraße ab. Sie führt zur 2 Kilometer nördlich gelegenen Tränke bei Garub, zu der die Pferde regelmäßig zum Trinken kommen. Von einem hölzernen Unterstand aus kann man häufig die Tiere beobachten. Im Aus Info Centre – an der Ortseinfahrt von Aus, im Juli 2006 eröffnet – informieren Schautafeln über Herkunft, Anpassung, Sozialstruktur und Zukunft der wilden Pferde.

## Bestand
Die Population war 2013 286 Tiere stark. Sie nahm bis August 2017 auf 115 Tiere (41 Stuten, 74 Hengste) ab, was vor allem der Dürre und der Zunahme an Hyänen zwischen 2012 und Ende 2017 geschuldet war. Im Januar 2018 gab es noch 84 Pferde. Der Bestand im September 2018 wurde mit 79 ausgewachsenen Tieren und einem Fohlen angegeben. Im November 2018 war von nur noch 33 Stuten die Rede. Drei der vier geborenen Fohlen seien von Hyänen getötet worden.
Im März 2017 wurde das Aussterben der Tiere bis August des Jahres vorausgesagt. Das Umweltministerium und die Namibia Wild Horses Foundation der Gondwana Collection hatten sich auf eine Umsiedlung der Tiere verständigt. Ende 2018 wurde dann die Umsiedlung der Hyänen anstatt der Pferde angekündigt, die bis Februar 2019 noch nicht erfolgreich war: mit Stand Februar 2019 gab es noch 79 Pferde.
Erstmals seit Jahren ist der Bestand bis Anfang Februar 2020 wieder deutlich auf 86 Tiere angewachsen. Darunter befinden sich 15 Fohlen.